# Liste der Monuments historiques in Saint-Laurent-de-la-Prée
Die Liste der Monuments historiques in Saint-Laurent-de-la-Prée führt die Monuments historiques in der französischen Gemeinde Saint-Laurent-de-la-Prée auf.

## Liste der Bauwerke
| Bezeichnung                            | Beschreibung | Standort | Kennzeichnung | Schutzstatus | Datum | Bild           |
| -------------------------------------- | ------------ | -------- | ------------- | ------------ | ----- | -------------- |
| Zwei Dolmen Pierres Closes von Charras |              | (Lage)   | PA00105196    | Classé       | 1889  | weitere Bilder |

## Liste der Objekte

### Kirche Saint-Laurent
| Bezeichnung                                       | Beschreibung                                        | Standort | Kennzeichnung | Schutzstatus | Datum | Bild |
| ------------------------------------------------- | --------------------------------------------------- | -------- | ------------- | ------------ | ----- | ---- |
| Tabernakel                                        | Holz, farbig gefasst und vergoldet, 18. Jahrhundert | (Lage)   | PM17001429    | Inscrit      | 1984  |      |
| Skulptur Madonna mit Kind und Johannes dem Täufer | Terrakotta, emailliert, 17. Jahrhundert             | (Lage)   | PM17000399    | Classé       | 1934  |      |
| Statue Heiliger Vinzenz von Paul                  | Holz, 18. Jahrhundert                               | (Lage)   | PM17001430    | Inscrit      | 1984  |      |
| Kapitell                                          | Stein, 12. Jahrhundert                              | (Lage)   | PM17001431    | Inscrit      | 1984  |      |